# Muktiharjo
Muktiharjo is een bestuurslaag in het regentschap Pati van de provincie Midden-Java, Indonesië. Muktiharjo telt 8002 inwoners (volkstelling 2010).